# Pierre Kappweiler
Pierre Kappweiler, né le 15 mars 1887 à Esch-sur-Alzette (Luxembourg) et mort le 18 août 1931 dans la même commune, est un syndicaliste, agent d'assurance et homme politique luxembourgeois, membre du Parti populaire indépendant (OVP).

## Biographie
Il se porte candidat à l'élection législative partielle du 6 mars 1917 qui a lieu dans le canton d'Esch-sur-Alzette. Le collège électoral est convoqué pour élire un remplaçant au défunt Jean-Pierre Michels (lb). Dans l'édition du 7 mars 1917 du quotidien d'expression allemande Luxemburger Wort, Pierre Kappweiler est présenté comme un syndicaliste, membre du Berg- und Hüttenarbeiter- Verbandes (en français : Syndicat des travailleurs des mines et de la métallurgie) ne se rattachant à aucun parti politique. Le Parti de la droite (RP) soutient sa candidature en appelant à voter pour lui à l'élection. Il s'oppose à M. Aprato (candidat socialiste) et M. Buchholtz (candidat libéral) et remporte la victoire en obtenant la majorité absolue. 
Pierre Kappweiler est élu au premier tour de l'élection de la Chambre constituante le 28 juillet 1918. Pour ces élections, il représente le Parti populaire indépendant dans la circonscription électorale du canton d'Esch-sur-Alzette. Le parti devient la quatrième force politique du pays avec l'élection de cinq députés. La Chambre est chargée de réviser la constitution pour démocratiser la structure politique du pays. Les amendements sont promulgués le 15 mai 1919, introduisant la représentation proportionnelle et la possibilité de tenir des référendums.
À la suite de cette révision constitutionnelle, les premières élections au suffrage universel ont lieu le 26 octobre 1919. Pierre Kappweiler est élu dans la nouvelle circonscription Sud du pays. Entre-temps, il est agréé comme agent d'assurance pour le compte de la Compagnie française d'assurances Le Phénix. Il ne se présente pas aux élections législatives de 1925. 
Il meurt dans sa commune natale à l'âge de 44 ans le 18 août 1931. Il est enterré deux jours plus tard dans le cimetière communal. 